# Ata’ollah Mohadżerani

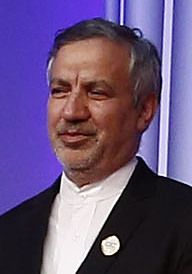
Ata'ollah Mohadżerani

Ata’ollah Mohadżerani (ur. 23 lipca 1954 w Araku) – irański polityk, historyk i dziennikarz, minister kultury i islamskiego przewodnictwa w rządzie prezydenta Mohammada Chatamiego od 1997 do 2000.

## Życiorys
W 1980 został wybrany do parlamentu irańskiego w okręgu Szirazu. Był najmłodszym deputowanym do porewolucyjnego parlamentu. 
Mohammad Chatami po wygranych wyborach prezydenckich w 1997 mianował go ministrem kultury i islamskiego przewodnictwa. Na czele ministerstwa wdrożył liberalną politykę w stosunku do mediów i działalności artystycznej, złagodził cenzurę. Jego działania pozwoliły na szybki rozwój prasy i różnych gałęzi sztuki. Równocześnie polityka Mohadżeraniego sprawiła, że stał się obiektem gwałtownych ataków irańskich konserwatystów. Przetrwał próbę usunięcia ze stanowiska przez parlament niewielką większością głosów. W grudniu 2000, po kilkumiesięcznej kampanii, jaką prowadzili przeciwko niemu konserwatyści, a do której przyłączył się Najwyższy Przywódca Iranu Ali Chamenei, złożył rezygnację ze stanowiska.
Przed wyborami prezydenckimi w Iranie w 2009 udzielił poparcia Mahdiemu Karrubiemu. Po wyborach i protestach, jakie wybuchły po ogłoszeniu zwycięstwa Mahmuda Ahmadineżada, wyjechał z kraju. Z zagranicy nadal wspierał Zielony Ruch.
Żonaty z polityk, byłą deputowaną do irańskiego parlamentu Dżamile Kadiwar.